# Ruth DeFries
Ruth S. DeFries, née le 20 octobre 1956, est une écologue et géographe américaine spécialisée dans l'environnement. Elle utilise la télédétection pour étudier l'habitabilité de la Terre sous l'influence des activités humaines. Avec son équipe, elle met au point une nouvelle méthode de suivi de la déforestation qui fait aujourd'hui autorité. Ses travaux sont récompensés de nombreux prix, dont la bourse MacArthur 2007 et le prix Marsh de la British Ecological Society en 2021.

## Biographie
Ruth DeFries obtient son baccalauréat en sciences de la Terre en 1976 à l'université de Washington et son doctorat en 1980 au Département de géographie et d'ingénierie environnementale de l'université Johns-Hopkins. Elle enseigne un temps à l'Institut indien de technologie de Bombay, est professeure de développement durable à l'université du Maryland, puis au département d'écologie, d'évolution et de biologie environnementale de l'université de Columbia. En avril 2016, l'université de Columbia la nomme professeure d'université avec un laboratoire propre à son nom,,.

## Travaux
Les travaux de Ruth DeFries portent sur la transformation du paysage par l'humain ainsi que les conséquences sur le climat, le cycle biogéochimique, les processus biophysiques, la biodiversité et les services écosystémiques. Elle étudie tout ce qui permet de rendre la planète habitable grâce à l'outil de télédétection.
Ruth DeFries s'est spécialisée dans la déforestation tropicale (Afrique centrale, Asie du Sud-Est et Amazonie brésilienne) et son impact sur les émissions de carbone dans l'atmosphère. De manière classique, la déforestation est calculée grâce aux statistiques nationales sur le couvert forestier et avec des images satellites de faible résolution. Ruth DeFries et son équipe propose la cartographie de la couverture terrestre à l'échelle du paysage. Ce dernier est vu comme un continuum, plutôt que comme des catégories distinctes de forêts. Cette méthode modifie profondément les recherches sur les écosystèmes et améliore les projections sur les futurs changements climatiques. Elle permet de mieux comprendre l'impact des activités humaines sur l'habitat et la biodiversité. Cette technique est utilisée dans la surveillance et la protection des ressources naturelles par les politiques publiques. Ruth DeFries est récompensée en 2007 par le prix MacArthur pour ces travaux,.

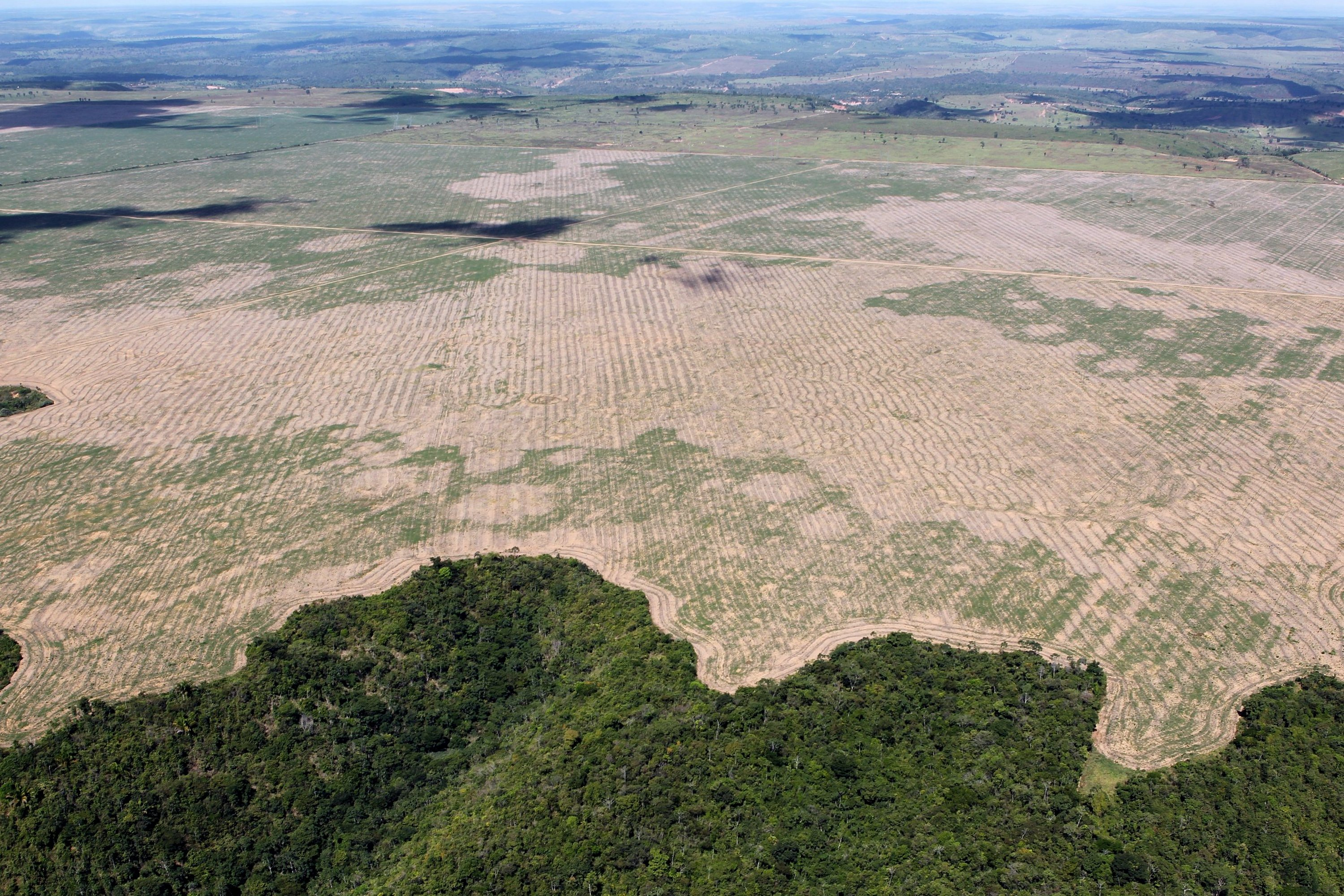
Déforestation en Amazonie brésilienne en 2016.

Afin de réduire la déforestation et les émissions de carbone, l'approche de l'économie des terres vise à intensifier et d'augmenter le rendement agricole. Ruth DeFries étudie ses conséquences sur le terrain et montre que dans l’État du Mato Grosso au Brésil, grâce aux politiques et des crédits, la production agricole s'est faite sur des terres déjà défrichées. Au contraire, dans l'ouest de l'Amazonie péruvienne, les grandes plantations industrielles s'installent en défrichant des forêts anciennes plus simples à gérer en termes de droit foncier ; les petites plantations à plus faible rendement s'installant sur les terres déjà défrichées. Elle montre que la politique et la culture sont structurantes dans ce domaine,.
Son équipe trouve également que depuis le 21e siècle, la croissance urbaine est corrélée avec une hausse de la déforestation : en cause la hausse du niveau de vie ainsi que celle des exportations,.
Son travail de vulgarisation passe par la rédaction de plusieurs articles,, et par des réponses aux sollicitations des médias. Elle publie plusieurs livres de vulgarisation sur le développement durable qui lui valent la reconnaissance du WWF. Elle y développe ses recherches sur la nature, notamment comment l'investissement dans la diversité, dans la redondance plutôt que dans l'efficacité, les retours auto-correctifs et les décisions qui s'appuient sur des connaissances ascendantes permettent d'être plus résilients dans les crises,,,.

## Engagement

### Publication d'An Ecomodernist Manifesto
En avril 2015, Ruth DeFries s'est jointe à un groupe d'universitaires pour publier An Ecomodernist Manifesto,. Il est co-signé avec John Asafu-Adjaye, Linus Blomqvist, Stewart Brand, Barry Brook, Erle C. Ellis (en), Christopher Foreman, David Keith, Martin Lewis, Mark Lynas, Ted Nordhaus (en), Roger A. Pielke, Jr., Rachel Pritzker, Joyashree Roy, Mark Sagoff, Michael Shellenberger, Robert Stone et Peter Teague .

### Investissement dansScience moms
Ruth DeFries fait partie des Science moms (mamans scientifiques), un groupe de femmes scientifiques qui sont aussi mères de famille. Impulsé par Katharine Hayhoe et Joellen Louise Russell (en) il vise à aider d'autres mères à répondre à leurs questionnements sur le changement climatique et à les former. En permettant aux femmes d'avoir accès à l'information scientifique, Science moms vise au empowerment (encapacitation) et à faire peser les voix des mères dans les politiques environnementales.

## Distinctions
- Membre de l'Académie américaine des sciences depuis 2006[2] ;
- Prix « genius » de la bourse MacArthur en 2007[6] ;
- Membre du Aldo Leopold Leadership Program[2] ;
- Membre de la Société américaine d'écologie depuis 2012 ;
- Prix Breakthrough Paradigm en 2015[33] ;
- Docteur honoris causa de la Faculté des sciences de KU Leuven en 2017[3] ;
- Prix Marsh (en) pour le recherche sur le changement climatique de la British Ecological Society en 2021[34],[35].

## Publications
Ruth DeFries est l'autrice ou co-autrice de plusieurs livres et de plus de 100 articles scientifiques.

### Livres
- Ruth S. DeFries, What would nature do? a guide for our uncertain times, 2021 (ISBN 978-0-231-55310-0 et 0-231-55310-2, OCLC 1156432189, lire en ligne)
- Ruth S. DeFries, The big ratchet : how humanity thrives in the face of natural crisis : a biography of an ingenious species, 2014 (ISBN 978-0-465-04497-9 et 0-465-04497-2, OCLC 883747822, lire en ligne)
- Karl E. Karlstrom et G. Randy Keller, The Rocky Mountain region--an evolving lithosphere : tectonics, geochemistry, and geophysics, American Geophysical Union, 2005 (ISBN 0-87590-418-1, 978-0-87590-418-4 et 0-87590-419-X, OCLC 60577594, lire en ligne)
- Ruth S. DeFries et National Academy of Sciences, One earth, one future : our changing global environment, National Academy Press, 1990 (ISBN 0-585-01998-3 et 978-0-585-01998-7, OCLC 44964764, lire en ligne)
- William J. McShea, Stuart James Davies et Naris Bhumpakphan, The ecology and conservation of seasonally dry forests in Asia, Smithsonian Institution Scholarly Press, 2011 (ISBN 978-1-935623-02-1 et 1-935623-02-8, OCLC 669269811, lire en ligne)
- Intergovernmental Panel on Climate Change, Climate Change 2013 – The Physical Science Basis: Working Group I Contribution to the Fifth Assessment Report of the Intergovernmental Panel on Climate Change, Cambridge University Press, 2014 (ISBN 978-1-107-05799-9, DOI 10.1017/cbo9781107415324, lire en ligne), chap. 6 (« Carbon and Other Biogeochemical Cycles »)

### Articles
- (en) Jonathan A. Foley, Ruth DeFries, Gregory P. Asner et Carol Barford, « Global Consequences of Land Use », Science, vol. 309, no 5734,‎ 22 juillet 2005, p. 570–574 (ISSN 0036-8075 et 1095-9203, DOI 10.1126/science.1111772, lire en ligne, consulté le 9 décembre 2021)
- (en) G. R. van der Werf, J. T. Randerson, L. Giglio et G. J. Collatz, « Global fire emissions and the contribution of deforestation, savanna, forest, agricultural, and peat fires (1997–2009) », Atmospheric Chemistry and Physics, vol. 10, no 23,‎ 10 décembre 2010, p. 11707–11735 (ISSN 1680-7316, DOI 10.5194/acp-10-11707-2010, lire en ligne, consulté le 9 décembre 2021)
- (en) David M. J. S. Bowman, Jennifer K. Balch, Paulo Artaxo et William J. Bond, « Fire in the Earth System », Science, vol. 324, no 5926,‎ 24 avril 2009, p. 481–484 (ISSN 0036-8075 et 1095-9203, DOI 10.1126/science.1163886, lire en ligne, consulté le 9 décembre 2021)
- M. C. Hansen, R. S. Defries, J. R. G. Townshend et R. Sohlberg, « Global land cover classification at 1 km spatial resolution using a classification tree approach », International Journal of Remote Sensing, vol. 21, nos 6-7,‎ 1er janvier 2000, p. 1331–1364 (ISSN 0143-1161, DOI 10.1080/014311600210209, lire en ligne, consulté le 9 décembre 2021)
- (en) Stephen R. Carpenter, Harold A. Mooney, John Agard et Doris Capistrano, « Science for managing ecosystem services: Beyond the Millennium Ecosystem Assessment », Proceedings of the National Academy of Sciences, vol. 106, no 5,‎ 3 février 2009, p. 1305–1312 (ISSN 0027-8424 et 1091-6490, PMID 19179280, PMCID PMC2635788, DOI 10.1073/pnas.0808772106, lire en ligne, consulté le 9 décembre 2021)
- F Achard, R DeFries, H Eva et M Hansen, « Pan-tropical monitoring of deforestation », Environmental Research Letters, vol. 2, no 4,‎ octobre 2007, p. 045022 (ISSN 1748-9326, DOI 10.1088/1748-9326/2/4/045022, lire en ligne, consulté le 10 décembre 2021)